# Rowac
Rowac (Akronym für Robert Wagner Chemnitz) war eine von Carl Robert Wagner im Jahr 1888 gegründetes metallverarbeitendes Unternehmen in Chemnitz, das Möbel für den industriellen Gebrauch produzierte. Carl Robert Wagner gilt als der Erfinder des Stahl-Schemels, mit dem unter anderem das Bauhaus Dessau in den Lehrräumen und den Werkstätten ausgestattet wurde. Heute werden vor allem Hocker, Stühle und Schränke der Marke Rowac als Antiquitäten gehandelt.

## Werdegang

### Von der Gründung zum schnell wachsenden Unternehmen (1888–1904)

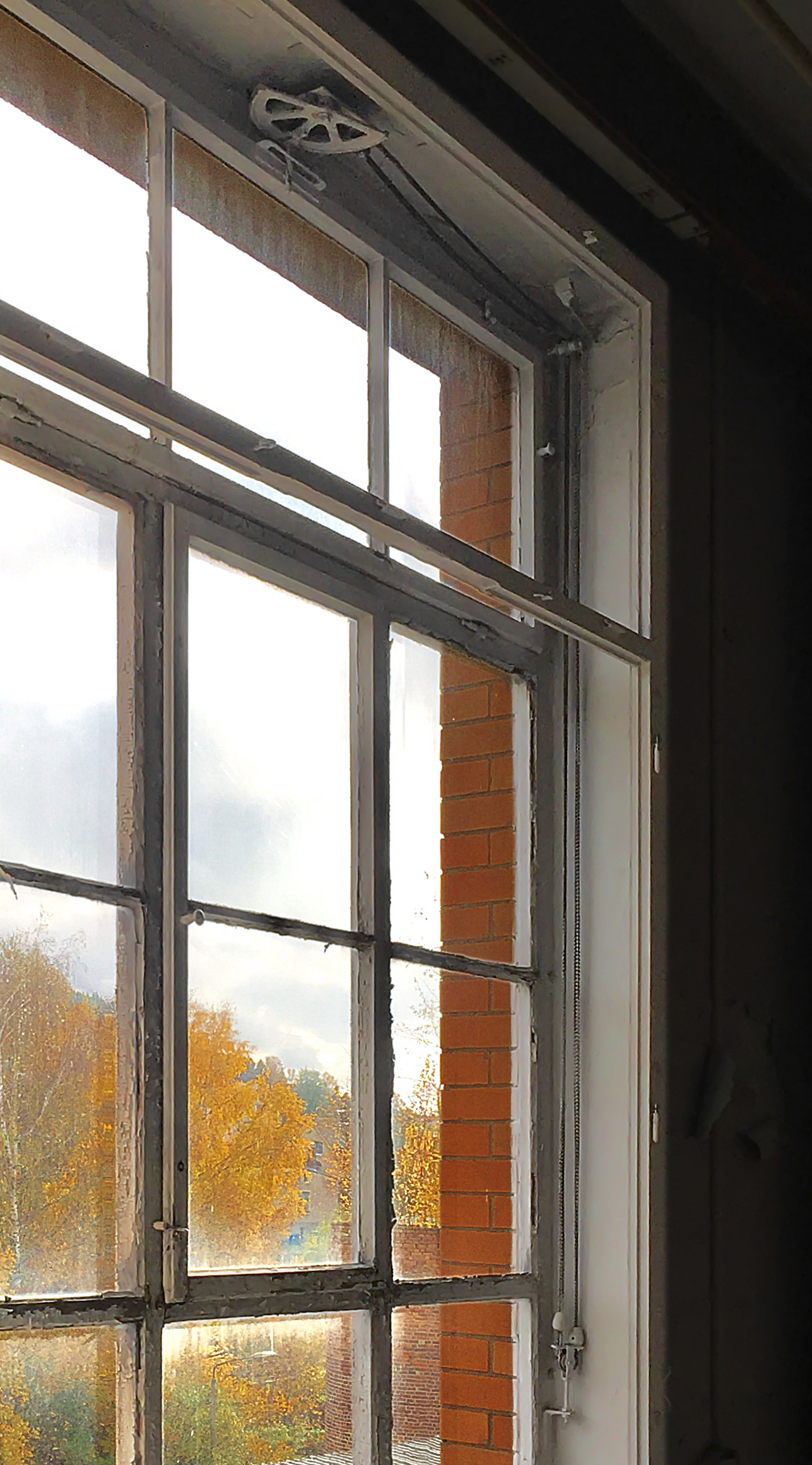
Oberlichtfensterverschluss in der alten ESDA Strumpffabrik in Thalheim

Carl Robert Wagner gründete seine Eisenwarenfabrik am 11. Mai 1888 mit Firmensitz in der Zschopauer Straße. Die Eintragung ins Handelsregister erfolgte am 9. März 1895. Mit der Anfertigung von Stanz- und Massenartikeln aus Eisen und Holz, wie sämtlichen Verschlüssen und Beschlägen für Fenster, aber auch Flaschenkästen, stieg Carl Robert Wagner in die Selbständigkeit ein.
Im Fabrikanten-Adressbuch von Sachsen / Thüringen war die Firma 1893 zunächst als Zuggardineneinrichtungsfabrik aufgelistet. Spätestens mit dem 1896 erteilten Patent für einen Oberlichtfensterverschluss erwarb Rowac nicht nur schnell einen zufriedenen Kundenstamm, sondern setzte sich gegen die Konkurrenz durch. Die Deutsche Bauzeitung äußerte sich 1898 über den Ventilations-Fensterverschluss durchweg positiv, denn die bis dahin gebräuchlichen Vorrichtungen waren wegen ihrer großen Mängel nicht zu empfehlen. Der sogenannte Wagner’sche Verschluss war vor allem für das Öffnen großer und schwerer Oberflügel geeignet, wie sie in sehr hohen Räumen, wie Kirchen, Konzertsälen, Krankenhaussälen, Reit- und Turnhallen zu finden waren. Der Vorteil des Verschlusses war ein beliebig weites und leichtes Öffnen bzw. Schließen der oberen Flügel durch einfaches Ziehen an einer Kette, die an einer in der Mitte der Oberflügel befestigten halbkreisförmigen Zahnrad-Vorrichtung angebracht war. Abgesehen von diesen Vorteilen waren die Anschaffungskosten sogar niedriger, als die anderer Konstruktionen für den gleichen Zweck. In Dresden waren die Wagner’schen Lüftungs-Fensterverschlüsse u. a. im Residenzschloss, im Kaiserpalast, bei Bahnhofsbauten und in der Bezirksschule in Striesen angebracht.
Die stetig wachsende Nachfrage war so hoch, dass das Unternehmen Rowac mehrmals seine Produktionsanlagen innerhalb von Chemnitz verlegen musste, bevor schließlich 1900 ein Standort in Altchemnitz (Annaberger Straße 282a) gewählt wurde. Hier entstand eine von dem Chemnitzer Architekten Wenzel Bürger geplante moderne Fabrikanlage. Neben dem Wachstum ist erwähnenswert, dass im gleichen Jahr Carl Robert Wagner sogar mit einem Ehrendiplom, einer goldenen Medaille, von der dauernden Gewerbe-Ausstellung Leipzig, ausgezeichnet wurde und sich in alten Rowac-Prospekten Referenzen der ehemals königlichen und städtischen Behörden in ganz Deutschland befinden.

### Spezialisierung auf Stahlmöbel und Betriebseinrichtungen (1905–1938)

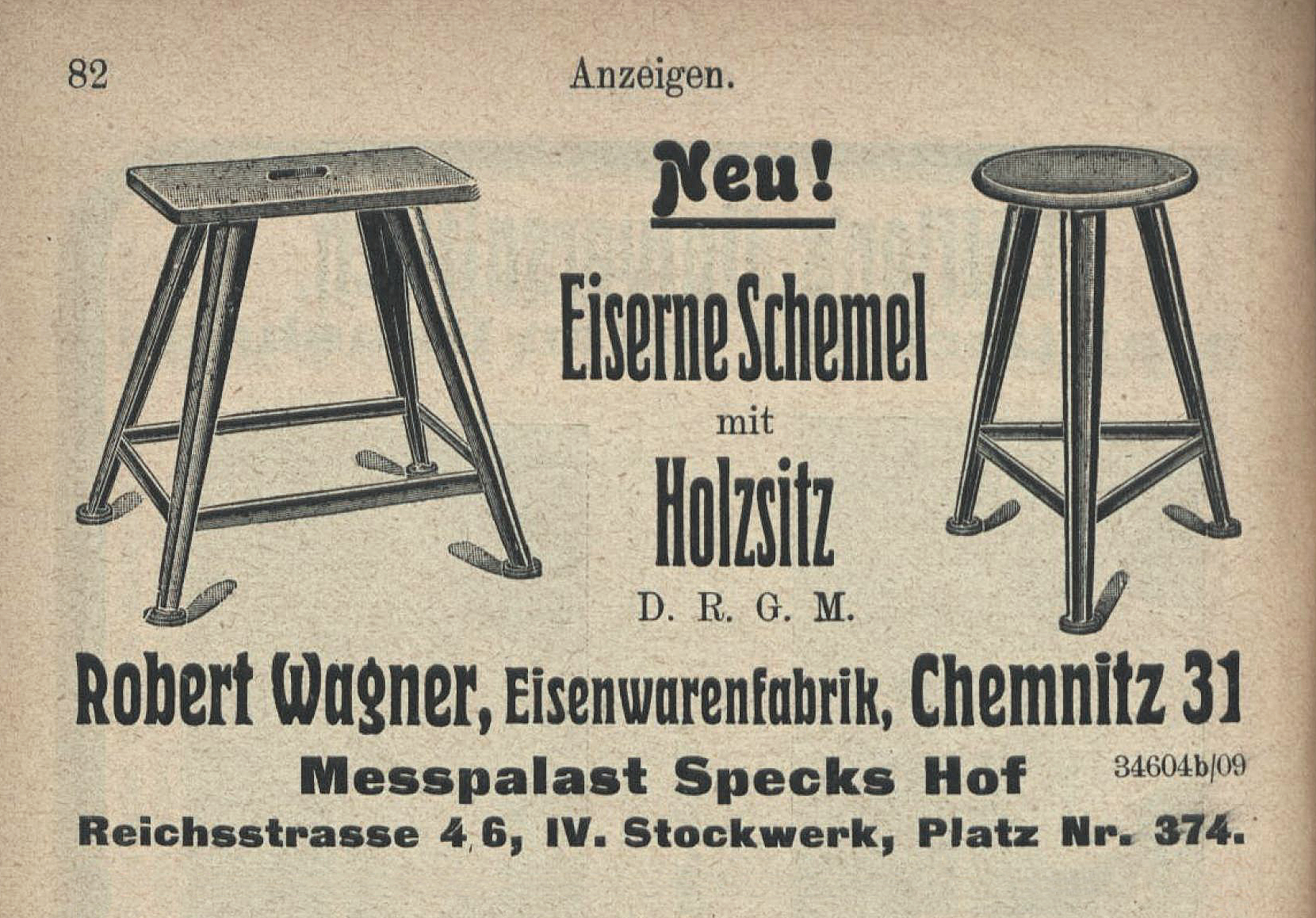
Anzeige für Eiserne Schemel im Leipziger Mess-Adressbuch 1909

Im Laufe der Jahre änderte sich die Produktpalette, und Rowac konzentrierte sich mehr und mehr auf Stahlmöbel und Betriebseinrichtungen. Das Unternehmen spezialisierte sich auf die Produktion gesundheitsgemäßer Arbeitssitze für Werkstätten und Büros. Mindestens ein Mal im Jahr wurden die Erzeugnisse auf der Leipziger Messe ausgestellt. Reputation brachte vor allem der so genannte Rowac-Hocker ein. Er gilt als der erste industriell hergestellte Stahlschemel und fand in den 1920er-Jahren weite Verbreitung. Grund hierfür war seine besonders große Haltbarkeit gegenüber einfacher Holzschemel, die immer wieder aufgrund von Rissen, lockeren Beinen usw. repariert werden mussten. Besonders erwähnenswert ist, dass 1923 das von den Architekten Max Taut und Franz Hoffmann gebaute Verwaltungshaus des Allgemeinen Deutschen Gewerkschaftsbunds in Berlin-Mitte mit Rowac-Hockern ausgestattet wurde und 1926 die Hocker in Lehrräumen und Werkstätten des Bauhausgebäudes von Walter Gropius in Dessau Platz fanden.
In seiner Hochphase beschäftigte Rowac bis zu 175 Mitarbeiter. Neben Hockern stellte Rowac auch Stühle, Tische und Bänke aus Stahl her, die z. B. für die Einrichtung von Sozialräumen dienten. Aber auch Werkzeugschränke, Putzwoll- und Abfallkästen, Transport- und Lagerkästen, sowie alle Arten von Flaschen- und Spulenkästen wurden produziert. Unter anderem schrieb 1925 die Leipziger Monatsschrift für Textil-Industrie: „Von Hilfsgeräten für die Weberei und Wirkerei sind Spulen-, Transport- und Anfeuchtkästen von Robert Wagner, Chemnitz, zu erwähnen.“ Exportiert wurde in alle europäischen Länder (mit Ausnahme von Russland, Polen und den Balkan-Staaten), bis die Weltwirtschaftskrise auch in Sachsen zu spüren war. Auf der Tagung der sächsischen Industrie am 23. Januar 1931 in Chemnitz meldeten sich führende Unternehmer, darunter Kurt Robert Wagner, der Sohn Robert Wagners, zu den Folgen der Krise zu Wort.
Als Carl Robert Wagner im Jahr 1931 starb, übernahmen sein Sohn Kurt Robert Wagner und seine Enkel Hans Kurt Wagner und Werner Alexander Wagner die Geschäftsführung. Das Prinzip „Die Schaffung gesundheitsgemäßer Arbeitssitze“ galt weiterhin als Leit-Idee von Rowac, die sogar 1931 in der Fachliteratur über Hygiene am Büro-Arbeitsplatz beispielhaft erwähnt wurde.

### Kriegszeit und Enteignung (1939–1946)
Während des Zweiten Weltkriegs wurde ein Herstellungsverbot für Stahlmöbel in Deutschland erlassen. Dies führte auch für Rowac zu erheblichen Einschränkungen in der Belieferung von Endkunden europaweit. So geht 1941 in einem Brief von Rowac an die Weizenstärkefabrik Crespel & Deiters in Ibbenbüren hervor, dass die Verarbeitung des Stahl-Untergestells der Drehstühle auf Buchenholz umgestellt wurde. Rowac konnte in diesem Zeitraum zunächst weiter existieren, weil sie Aufträge für die Kriegsmarine, die Luftfahrt, die Wehrmacht, die Wehrwirtschaft, die Munitionsfabrik Ingolstadt, die Deutsche Reichsbahn, die Deutsche Reichspost und die Polizei ausführte. Es handelte sich um Einrichtungsgegenstände, wie diverse Kästen, Tische und Bänke, auch für Luftschutzkeller. 1946 wurde das Unternehmen enteignet und seine Produktionsanlagen in die VEB BEMEFA (Betriebseinrichtungen und Metallwarenfabrik) eingebracht. Seit 1990 existiert die bemefa Metallmöbel GmbH am gleichen Standort.

### Gegenwart

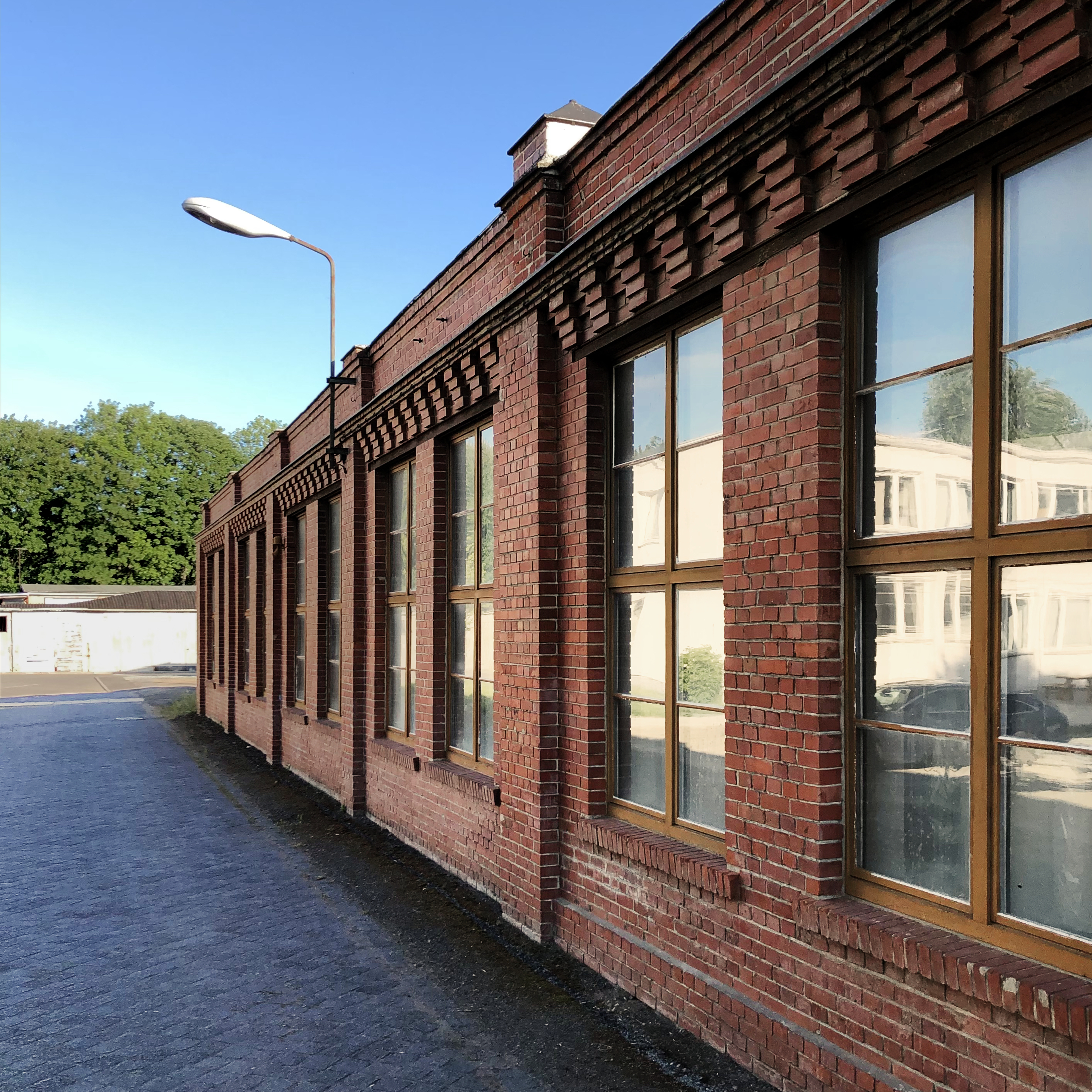
Fabrikhalle von Bemefa (ehemals Rowac)

Heute werden Rowac-Produkte als Antiquitäten gehandelt und in Museen ausgestellt. Einige der originalen Hocker aus dem Bauhausgebäude befinden sich im Archiv der Stiftung Bauhaus Dessau. Im Wiener Museum für angewandte Kunst (MAK) sind ein Hocker und eine Werbemarke zu sehen. Im Kreismuseum Bitterfeld ist ein Flaschenkasten von Rowac ausgestellt. Der Rowac-Hocker fand Aufnahme in die Stuhlsammlung des Instituts für Kunstgeschichte, Architektur und Urbanismus an der Technischen Universität Delft. Außerdem sind diverse Rowac-Produkte in der Dauerausstellung des Industriemuseums Chemnitz zu finden. Das Fabrikgebäude steht unter Denkmalschutz und wird weiterhin für die Produktion der bemefa Metallmöbel GmbH genutzt. Ende 2015 hat das Unternehmen Goldstein & Co. in Leipzig zusammen mit der ehemaligen Rechte-Inhaberin den Rowac-Klapphocker wiederaufgelegt.

## Produktpalette

### Hocker
Modell I, II, III, IV, Klapphocker

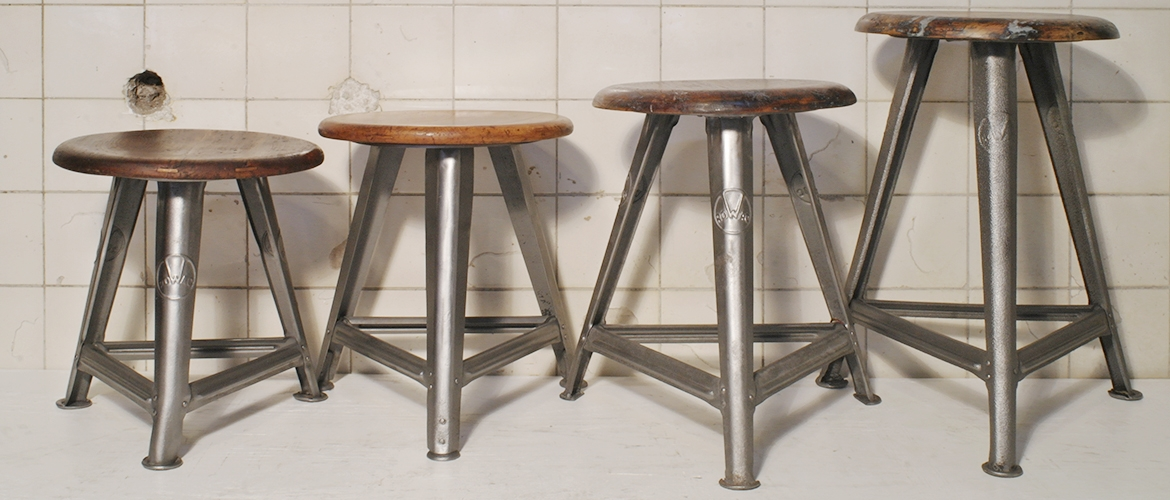
Rowac-Hocker in unterschiedlichen Größen (Modell I)

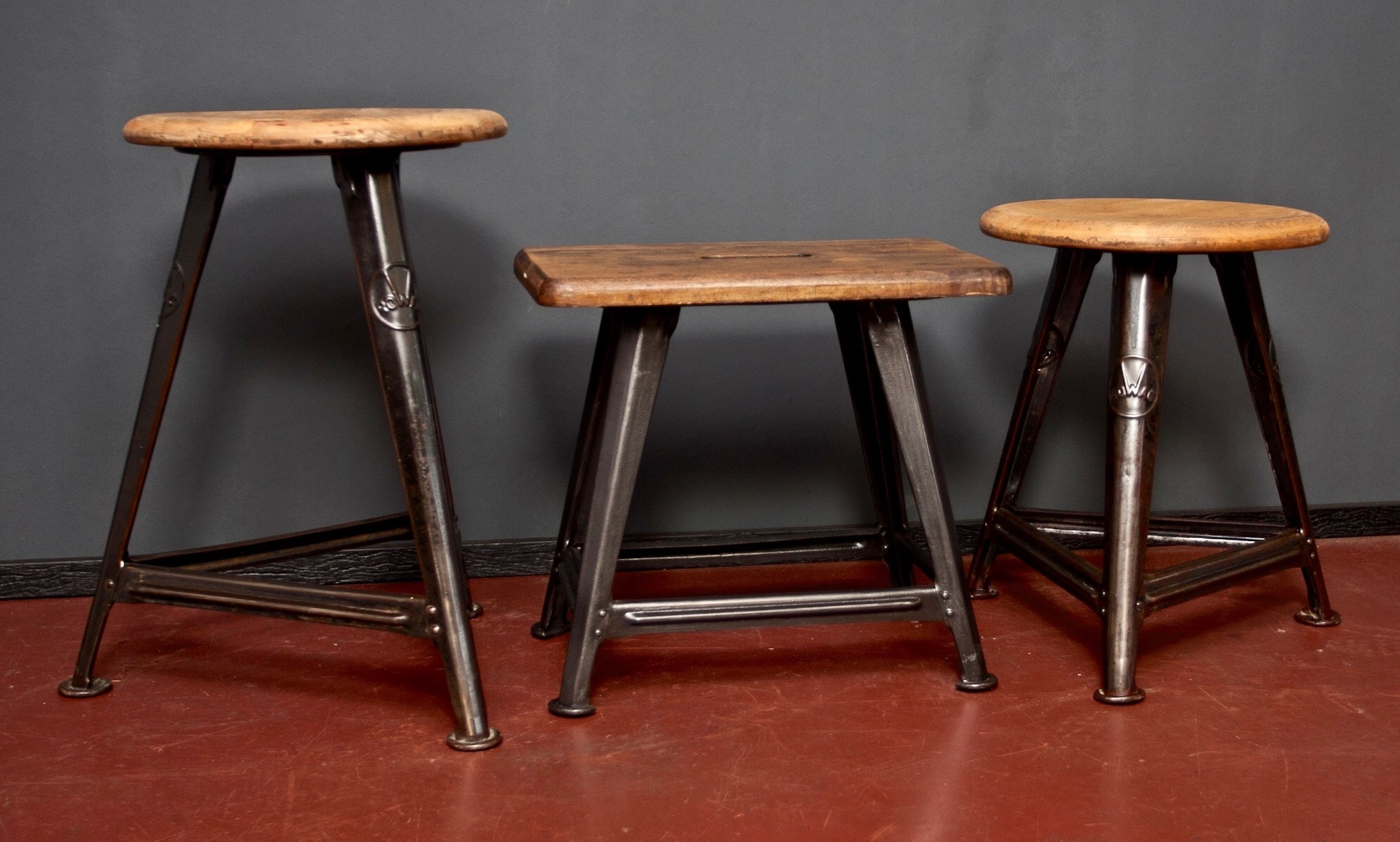
Drei- und vierbeinige Rowac-Hocker (Modell I & II)

In einem Schreiben zum 50-jährigen Jubiläum von Rowac wird der Rowac-Hocker als der erste Stahlschemel angepriesen, der je hergestellt und verkauft wurde. Das erste Modell, ein dreibeiniger Hocker mit runder Holzplatte, wurde 1905 konzipiert und 1909 zum ersten Mal auf der Leipziger Michaelis-Messe präsentiert. Rowac bewarb den Hocker in einem Prospekt wie folgt: „Ein Grundsatz gilt für jeden Betrieb: Arbeiten, die sitzend ebenso gut getan werden können, sollten niemals stehend verrichtet werden“. Zunächst war es ein großes Wagnis, mit dieser gänzlich neuen Sache herauszukommen. Aber bereits 1909 wurde dieser im Allgemeinen Journal der Uhrmacherkunst aufgrund seiner großen Haltbarkeit im Vergleich zu einfachen Holzschemeln für die Verwendung in Werkstätten angepriesen. Zudem waren die Anschaffungskosten auch deutlich niedriger, weil Reparaturen fast ausgeschlossen waren. Unter anderem wurden die Rowac-Hocker durch die Unternehmen Gustav Sturm in Leipzig und Wilhelm Herbst in Berlin in den Handel gebracht. Spätestens in den 1920er-Jahren fand dieser vor allem in Werkräumen und Fabriken weite Verbreitung. Heute gilt der dreibeinige Hocker als bekanntestes Produkt von Rowac. Er wurde nicht nur in unterschiedlichen Höhen, sondern auch mit Lehne (Modell IV), als vierbeinige Variante mit rechteckiger Holzplatte (Modell II), als Klapphocker und für Spezialfälle auch als höhenverstellbare Variante, dem Drehhocker (Modell III), angeboten. Ein seltenes Exemplar ist das Modell Ib, das nicht wie alle anderen Modelle genietet, sondern geschweißt ist.
Charakteristisch sind beim Modell I, II, III und IV sowohl die von unten nach oben breiter werdende, U-förmig gebogenen Beine, als auch die waagerechten L-förmig gebogenen Versteifungsstreben. Diese verstrebte Gestellkonstruktion aus geformtem und vernietetem Stahlblech stellt eine größtmögliche Stabilität sicher. Die Beine sind mit aufwändig gefalteten, unlösbaren Füßen versehen, um zwecks Schonung der Fußböden eine flächige Auflage zu erreichen. Die abgerundeten Details des Untergestells waren wichtig, um Beschädigungen der Kleider und Schuhe der Benutzer auszuschließen. Die Sitzplatte (zunächst aus Vollholz und später aus Schichtholz) ist an einer Grundplatte aus geprägtem Stahlblech mit Schrauben befestigt. Der Grundaufbau des Rowac-Hockers ist immer gleich geblieben, aber es ist anhand von unterschiedlichen Originalen und Prospekten nachweisbar, dass einzelne Teile, wie der Fuß, die Beine, die Streben und die Holzplatte über die Jahre weiterentwickelt worden sind. So war zum Beispiel der Fuß anfangs noch rund und wurde erst ab den 1930er-Jahren mit dem patentierten halbrunden Fuß versehen, der für noch mehr Haltbarkeit sorgte. Beim Betrachten des Gesamtaufbaus mit all seinen Einzelteilen wird eindeutig, warum Robin Rehm in seinem Buch „Das Bauhausgebäude in Dessau“ diesen mit Stahlkonstruktionen von Brücken, Ausstellungshallen und Türmen der zweiten Hälfte des 19. Jahrhunderts vergleicht. Kein Wunder, dass schon damals mit der enorm hohen Haltbarkeit geworben wurde und selbst heutzutage, nach über 100 Jahren, diese immer noch einen makellosen Zustand aufweisen können. Um sich vom Markt abzusetzen und als Zeichen für Qualität wurden die Beine, manchmal auch die Grundplatte, ab den 1920er-Jahren mit einem eingeprägten Firmenlogo versehen. Grundsätzlich ist das Design des Rowac-Hockers reduziert und sachlich, denn er wurde für den Gebrauch in der Fabrik entworfen und nicht für ein ästhetisch aufmerksames Publikum. Erst am Bauhaus und im Gewerkschaftshaus von Taut & Hoffmann bekam der Rowac-Hocker eine repräsentative Rolle zugewiesen.

### Stühle und Drehstühle
Modell X, XI, XI a, XII a & b, XIII, XVI

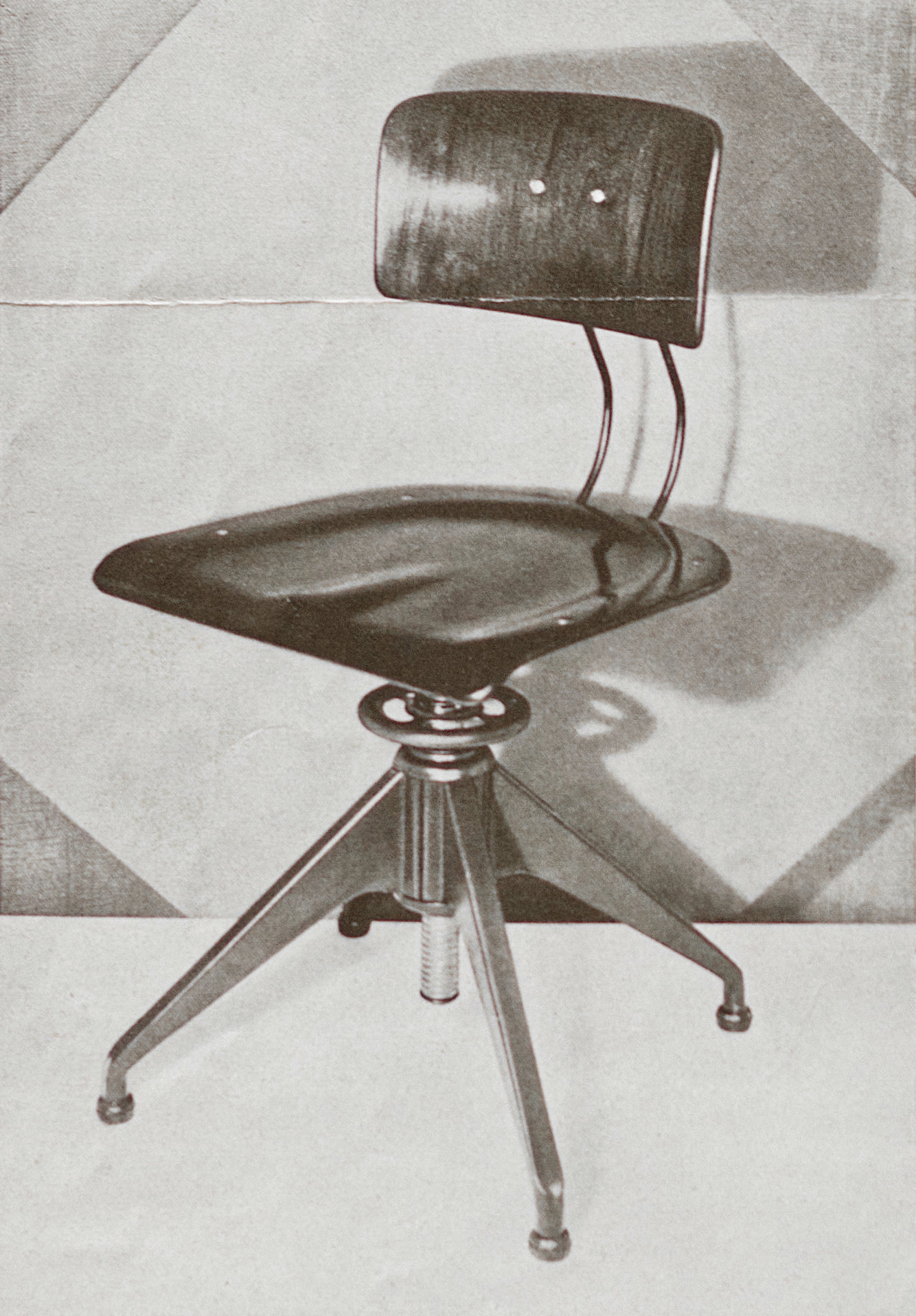
Stahl-Drehstuhl Modell XII b aus einem Rowac-Prospekt

Mit der Spezialisierung auf gesundheitsgemäße Arbeitssitze für Werkstätten und Büros schuf Rowac auch Stühle mit elastischer Rückenlehne. Zum einen handelte es sich um die Stahl-Arbeitsstühle mit doppelt geschweifter Rückenlehne (Modell X und XI), die in einer dem Hocker vergleichbaren stabilen Bauweise vor allem in Werkräumen Verwendung fanden, und dem Stahl-Stuhl (Modell XI a), der für die Ausstattung von Sozialräumen diente. Zum anderen wurden Stahl-Drehstühle (Modell XII a und b) geschaffen, bei denen sich nicht nur die Sitzhöhe, sondern auch die Rückenlehne verstellen ließ (Modell XII b sogar mit waag- und senkrecht verstellbarer Rückenlehne). Ohne jegliches Werkzeug und im Handumdrehen waren die Einstellungen individuell änderbar. Zweck hierbei war ganz eindeutig, für eine gesundheitsgemäß richtige und gerade Sitzhaltung zu sorgen. Bewundernswert ist zudem, wie bequem die Stühle durch die Federung des breiten Sattelsitzes sind und letztendlich wie ein Polstersitz wirken. Aufgrund des Herstellungsverbots von Stahlmöbeln während des Zweiten Weltkriegs musste die Produktion des Stahl-Untergestells auf Buchenholz umgestellt werden. Ein seltenes Exemplar ist der Stahl-Armlehnen-Drehstuhl (Modell XVI), der u. a. als Inventar im legendären Unternehmen Feuerhand in Beierfeld diente. Wie auch schon bei den Hockern wurde auch bei den Stühlen darauf geachtet, dass ein Kleider-, Schuh- und Bodenschutz gewährleistet war. Im Beiheft „Hygiene im Büro und im kaufmännischen Betriebe“ zum Zentralblatt für Gewerbehygiene und Unfallverhütung von 1931 wurde u. a. darauf hingewiesen, wie wichtig die Auswahl richtiger Bürostühle ist. So sollte z. B. zwischen dem Stuhl und der Tischunterkante genügend Platz gewährleistet werden und der Stuhl zugleich keine hinderlichen Armlehnen haben. In diesem Zusammenhang wurde der Schreibmaschinen-Drehstuhl von Rowac beispielhaft erwähnt. Auch die Stahl-Stühle wurden fachärztlich begutachtet und entsprachen den damaligen Vorschriften. Rowac erhielt zudem mehrere Patente, z. B. über die federnde Lehne.

### Werkzeugschränke und Tische
Modell Nr. 2, 4 bis 8, Wandschrank

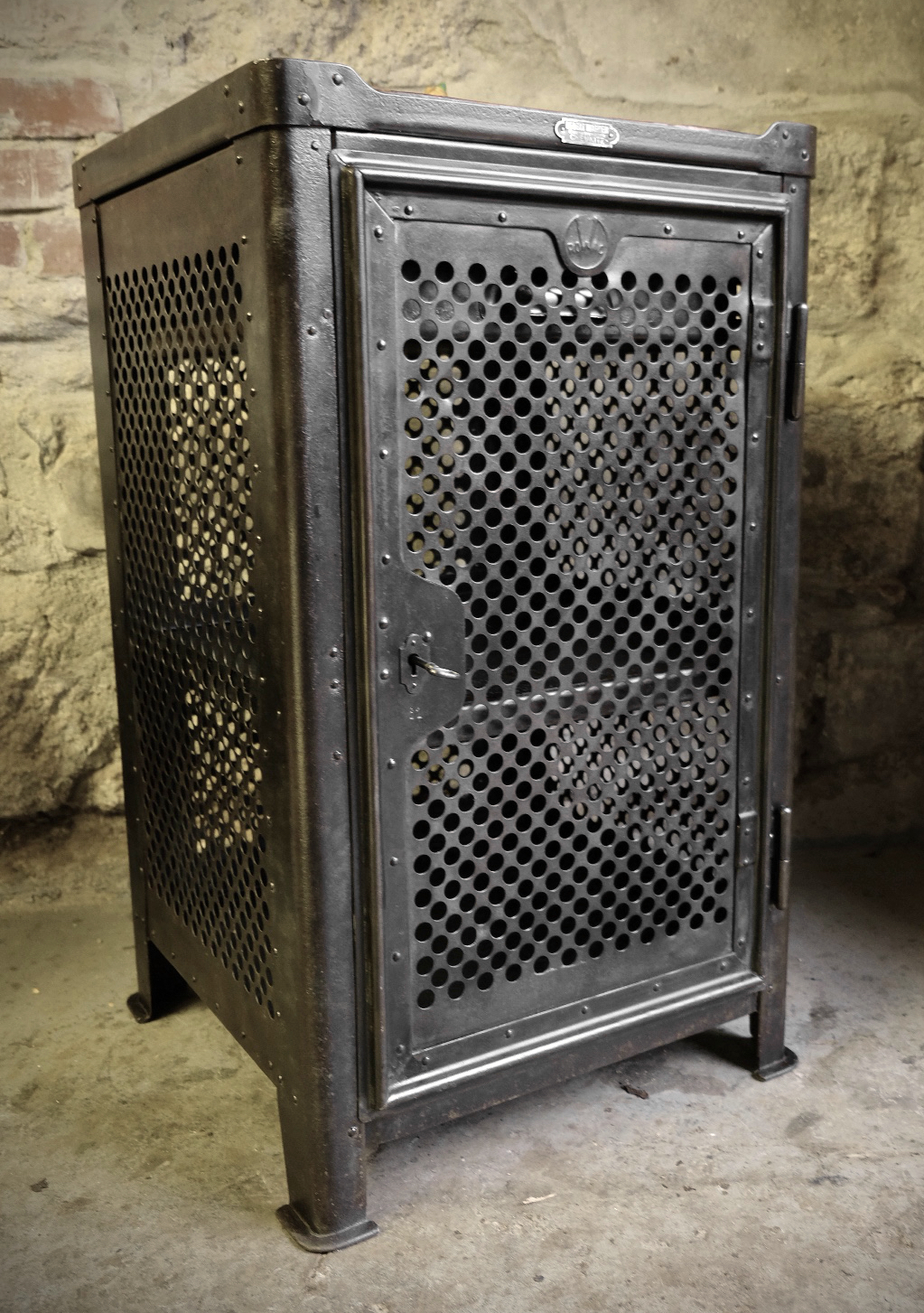
Werkzeugschrank Nr. 4 mit gelochtem Blechmantel

Drehbänke, Bohrmaschinen und Fräsmaschinen benötigten oft ein Sortiment von Bits, Schraubenschlüsseln und vielem weiteren Zubehör. Um dem zeitraubenden Suchen nach Klein- und Ersatzteilen ein Ende zu setzen und Ordnung in die Fülle der Werkzeuge zu bringen, produzierte Rowac auch Werkzeugschränke und -tische. Diese Schränke und Tische dienten nicht nur ihrem Zweck, sondern fanden in ihrer formschönen, stabilen und langlebigen Bauart besondere Beachtung. Wie bereits bei den Hockern und Stühlen, bot Rowac diese in unterschiedlichen Ausführungen an. So gab es Werkzeugschränke nicht nur in unterschiedlichen Größen, sondern auch mit Wänden aus gelochtem (Modelle Nr. 4 und 5) oder vollem Stahlblech (Modelle Nr. 6 bis 8), mit Stahlblech-Zwischenböden, mit oder ohne Schubkasten (Modelle Nr. 4 bis 8, wahlweise aus Stahlblech oder Holz) und verschließbarer Tür. Die obere Deckplatte war bei den Modellen 2, 4 und 5 aus Hartholz, bei den Modellen 6 bis 8 aus Sperrholz. Ein seltenes Exemplar ist der Werkzeug-Wandschrank. Die Stahl-Tische mit Platten aus Holz und farbigem Linoleumbelag dienten für die Sozialräume.

### Kästen und Tonnen für Transport, Sichtlager, Abfall und Putzwolle

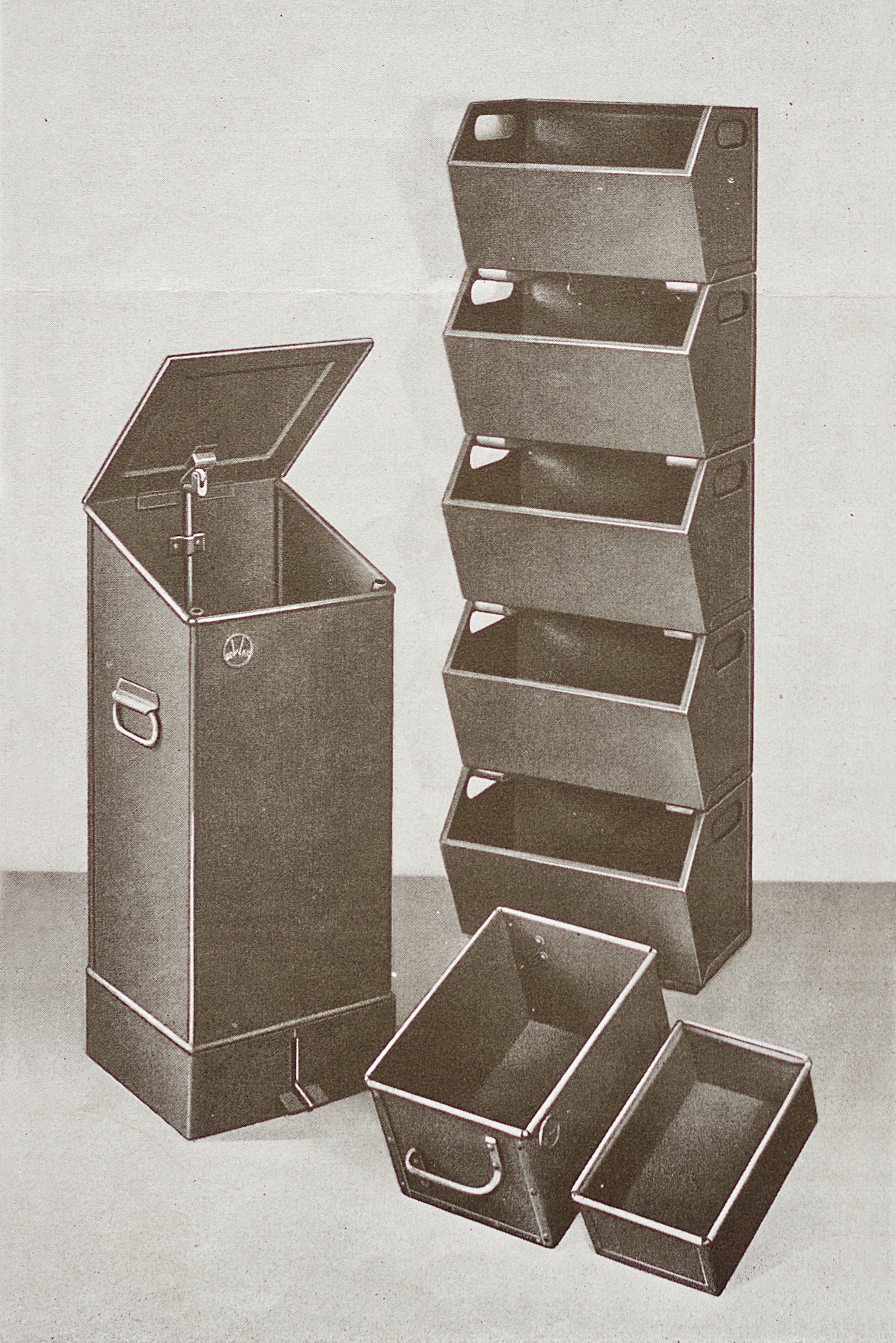
Diverse Kästen aus einem Rowac-Prospekt

Industriebetriebe der damaligen Zeit verwendeten eine große Anzahl von Behältern für die Lagerung und den Transport von Kleinteilen und Gegenständen. Holzbehälter haben den Nachteil, dass sie nach starkem Gebrauch auseinanderfallen, weshalb Rowac eine robuste Alternative aus Metall einführte. Metall- und Holzprodukte wurden oft mit Putzwolle gereinigt und poliert, die mit entzündlichen Ölen getränkt waren. Um Brände zu vermeiden, entwickelte Rowac feuerfeste Behälter für die Lagerung dieser gebrauchten Putzwolle. Rowac bot nicht nur eine breite Palette von Behältern an, sondern schuf auch maßgeschneiderte Lösungen, die auf die Bedürfnisse und Anforderungen der Kunden abgestimmt waren. Die Transportkästen gab es z. B. in unterschiedlichen Größen, in konischer Ausführung, mit Griffloch und wahlweise auch mit oder ohne Facheinteilung. Es konnten nicht nur verschiedene Materialstärken, sondern auch unterschiedliches Grundmaterial (Stahlblech oder verzinktes Material) gewählt werden. Zudem bot Rowac die Möglichkeit, diese öldicht zu schweißen. Alle Transportkästen wurden für eine besonders lange Lebensdauer mit einer starken Rundeiseneinlage am oberen Rand versehen. Wie die Transportkästen, so wurden auch die Sichtlagerkästen je nach Bedarf in unterschiedlichen Größen angeboten und waren mit Grifflöchern und zwei Bodenleisten aus Hartholz ausgestattet. Die Putzwollkästen hatten einen seitlichen Tragegriff und eine Prägeaufschrift. Es gab sie in drei verschiedenen Ausführungen, wobei diese entweder mit einem selbsttätig zufallenden Deckel, oder auch mit Fußhebel zum automatischen Öffnen des Deckels in Auftrag gegeben werden konnten. Die verzinkten Mülltonnen waren besonders stabil, hatten einen aufklappbaren Deckel mit kräftigen Scharnieren, festen Griffen sowohl am Deckel als auch an den Seiten, und konnten zusätzlich mit Einhängehaken versehen werden.

### Kästen für Brauereien, Molkereien und Spinnereien
Mehrere Patente erhielt Rowac auch für sämtliche Kästen, die in Brauereien (z. B. Dresdner Felsenkeller, Schlossbrauerei Chemnitz, Brauerei Riebeck), Molkereien (z. B. Genossenschaftsmolkerei Chemnitz, Molkerei Sofia in Bulgarien) und auch Spinnereien Gebrauch fanden. Bereits 1906 wurden Bierflaschenkästen in die Produktpalette von Rowac aufgenommen, wie dem Adressbuch aller Länder der Erde zu entnehmen ist.

## Rowac und das Bauhaus

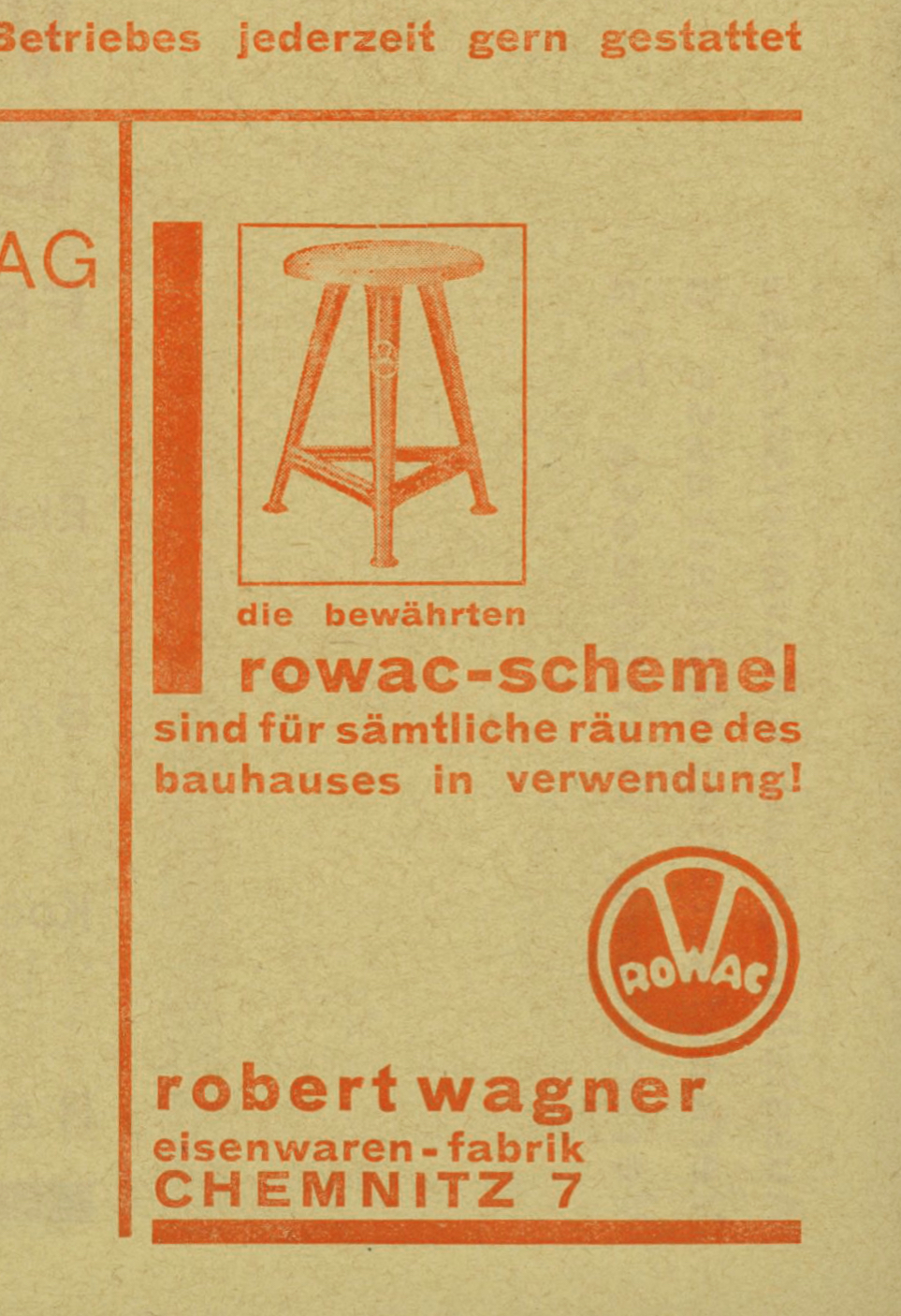
Rowac-Anzeige im Prospekt des Bauhauses Dessau – um 1927

Das Design des Rowac-Hockers entspricht dem funktionalistischen Ideal, das in der Zwischenkriegszeit in Deutschland unter anderem vom Bauhaus vertreten wurde und demzufolge Praktikabilität und Zweckmäßigkeit im Zentrum des ästhetischen Interesses stehen sollten. Ab 1926 fanden die Hocker in Lehrräumen und Werkstätten der wohl einflussreichsten Kunstschule des neuen, modernen Stils, dem Bauhaus Dessau, Platz. Dass Walter Gropius ausgerechnet den Rowac-Hocker für das Bauhausgebäude gewählt hat, dürfte auf seine technisch raffinierte und zugleich einfache Konstruktion zurückzuführen sein. Rowac bewarb seinen Hocker u. a. in einem Bauhaus-Prospekt wie folgt: „die bewährten rowac-schemel sind für sämtliche räume des bauhauses in verwendung!“ Auf Fotos aus dem Bauhaus-Archiv ist tatsächlich zu erkennen, dass die Rowac-Hocker nicht nur als Sitzmöglichkeit in den Werkstätten Verwendung fanden, sondern durchaus auch für sämtliche andere Aktivitäten im Prellerhaus und der hauseigenen Band benutzt wurden.

## Verwendung und Zweckmäßigkeit von Metallmöbeln
Mitte des 19. Jahrhunderts änderte sich mit dem Fortschritt der Maschinentechnik die Möbelproduktion grundlegend. Mit der Möglichkeit, Alltagsgüter industriell herstellen zu können, wuchs auch der Bedarf an funktionaler und zugleich langlebiger Fabrikausstattung. Rowac war nicht nur eines der ersten Unternehmen, die u. a. Industriemöbel seriell herstellte, sondern fand damit auch besondere Beachtung. Aber auch andere Unternehmen mit vergleichbaren Produkten waren in europäischen Fabriken ab den 1920er-Jahren weit verbreitet. Zweck der Betriebseinrichtung war z. B. Vorbeugung vorzeitiger Ermüdung, wie sie durch langes Stehen eingetreten wäre, oder die Organisation der Werkzeuge für platz- und zeitsparendes Arbeiten. Die Wahl des Möbelstücks war von dem jeweiligen Arbeitsplatz und seinen Anforderungen, wie z. B. die Gewährleistung der Beweglichkeit, abhängig. So waren Rücken- und Armlehnen nur angebracht, wo sie die Arbeitsleistung nachweislich verbessert haben. Erst als in der Fachliteratur für Hygiene am Büro-Arbeitsplatz in den 1930er-Jahren die Verbesserung der Arbeitsleistung und das Vermeiden arbeitsbedingter Haltungsschäden durch spezielle Möbel Thema wurde, wurden höhenverstellbare Hocker und Stühle mit Rückenlehne am Arbeitsplatz mehr und mehr gebräuchlich. Auch Rowac erweiterte das Angebot und produzierte diese technisch aufwändigeren, material- und kostenintensiveren Stücke, nachdem sie sich in den Anfängen für die kostengünstiger Lösung entschieden und nur Hocker in unterschiedlichen Größen angeboten hatte. Stahlrohr- und Metallmöbeln, wie z. B. Werkzeugkästen, Registratur- und Geldschränke, Spinde, Regale, Tische und diverse Sitzmöbel, wurden nicht nur in der Industrie verwendet, sondern setzten sich auch in öffentlichen Einrichtungen, wie Büros, Schulen, Pflege- und Krankenhäusern und der Gastronomie durch.

## Patente
Im Online-Archiv des Deutschen Patent- und Markenamts sind zahlreiche Patente Rowacs nachweisbar, die Details diverser Schemel und Stühle betreffen, aber auch andere Dinge wie Flaschenkästen, Spulenkästen und Fensterverschlüsse. Zum Beispiel erhielt Rowac 1920 zwei Patente über die „Befestigung eiserner Schemelbeine“, wonach der Hocker ohne Stabilitätsverlust in demontiertem Zustand verschickt und erst am geplanten Einsatzort zusammengesetzt werden konnte, sodass der Versand vor allem in großen Stückzahlen platzsparend und daher kostengünstig war. Ob diese Technik tatsächlich serienmäßig angewendet wurde, ist allerdings fraglich.